# Štefanov
Štefanov este o comună slovacă, aflată în districtul Senica din regiunea Trnava. Localitatea se află la altitudinea de 187 m deasupra n.m., se întinde pe o suprafață de 22,09 km2 și în 2017 număra 1.655 de locuitori.

## Istoric
Localitatea Štefanov este atestată documentar din 1392.

## Demografie
| An:                | 1994 | 2004   | 2014   | 2024   |
| ------------------ | ---- | ------ | ------ | ------ |
| Număr de persoane: | 1638 | 1621   | 1680   | 1595   |
| Diferență:         |      | −1,03% | +3,63% | −5,05% |

| An:                | 2023 | 2024   |
| ------------------ | ---- | ------ |
| Număr de persoane: | 1589 | 1595   |
| Diferență:         |      | +0,37% |